# Dalmatinski sabor
Dalmatinski sabor bilo je predstavničko tijelo Kraljevine Dalmacije pod austrijskom upravom nakon Bachova apsolutizma. Osnovan je 1861. u Zadru.

## Srednjovjekovni sabori
U kasnom srednjem vijeku nije postojao zaseban sabor za Dalmaciju, nego se sastajao zajednički Hrvatsko-dalmatinski sabor. Taj je sabor sazivan od druge polovice 13. stoljeća do srpnja 1558. godine, a najčešće se sastajao u Kninu. Posljednju sjednicu održao je u Steničnjaku. Jedna od sjednica toga sabora bio je i poznati Cetinski sabor kojim je hrvatsko plemstvo izabralo kralja iz Habsburške dinastije, što će ući i u Izvorišne osnove današnjeg Ustava Republike Hrvatske. Nakon 1558. sastajat će se jedinstveni hrvatsko-slavonsko-dalmatinski sabor.

## Sabor Kraljevine Dalmacije
Dokumenti kojima je utemeljen Dalmatinski sabor u Habsburškoj Monarhiji su Veljačkim patentom od 26. veljače 1861., zatim Red zemaljski i Red izbornim za Sabor zemaljski Kraljevine Dalmacije.
Dalmatinski sabor koji je bio utemeljen u austrijskoj Dalmaciji od svoga je početka (1861.) bio pod znatnom dominacijom autonomaša, koji su se zalagali za javnu uporabu talijanskog jezika. Njihov istaknuti vođa bio je omiljeni splitski gradonačelnik Antonio Bajamonti. S vremenom se takvo stanje mijenjalo, sve dok većinu nije preuzela Narodna stranka koju su vodili Mihovil Pavlinović, Miho Klaić, Šime Ljubić i Juraj Biankini.
Tako su od 1861. do 1866. autonomaši imali veliku većinu u Saboru, te su svi izaslanici u Carevinskom vijeću u Beču bili iz njihovih redova. Autonomaši su u Saboru tada imali 27 zastupnika, a narodnjaci samo 14. Predsjednik tog prvog Sabora bio je potalijančeni Srbin, dr. Špiro Petrović, a potpredsjednik Antonio Bajamonti, obojica su bili autonomaši. Već 1862. autonomaši su sklopili savez s „aneksionistima“, to jest narodnjacima koji su se zauzimali za pripajanje Hrvatskoj i Slavoniji, te stvorili Liberalni savez. Razlog takvog saveza bilo je odupiranje austrijskom centralizmu i talijanskom iredentizmu. Ipak, taj je savez bio kratka vijeka.
U izborima za Dalmatinski sabor 1867. ponovno većinu dobivaju autonomaši potpomognuti bogatim talijanskim građanstvom, no sve je snažnije djelovanje sitnog hrvatskog građanstva potpomognutog katoličkim klerom. Stoga na izborima za Sabor održanima 1870. sastav Dalmatinskog sabora sasvim mijenja sliku, a premoć je narodnjacima dalo područje Sinja. Narodnjaci imaju 26 od ukupno 43 sabornika, pa formiraju i Zemaljski odbor, to jest najvišu izvršnu vlast Kraljevine Dalmacije. Nakon pobjede u bitci za Sabor, narodnjaci polako osvajaju i gradove. Prvi u kojem su osvojili vlast bio je Šibenik (1873.). Na izborima 1877. narodnjaci osvajaju 29 mjesta u Saboru. Oko 1880. Srbi se stranački odvajaju od Hrvata, a autonomaši sve više postaju talijanaši i zagovornici iredentizma. Ove dvije stranke počinju sve tješnje surađivati kako bi spriječile pripajanje Dalmacije Hrvatskoj i Slavoniji.
Uoči Prvog svjetskog rata talijanska je stranka u Dalmatinskom saboru imala samo šest zastupnika.

### Izborni sustav
Izborni sustav bio je sljedeći. Dalmatinski sabor se sastojao od 43 zastupnika, od čega se 41 biralo, a 2 su bili virilisti: nadbiskup Zadarske nadbiskupije i pravoslavni episkop. Sabor se sastajao u Zadru.

Zastupnički mandat je trajao 6 godina, a dok je trajao, birači ga nisu mogli opozvati. Mandat nije bio ograničen. Zastupnici su po isteku mandata mogli biti ponovno izabrani. Zastupnički kandidat je morao imati 30 ili više godina da bi mogao imati izborno pravo. 

Izborno pravo nije bilo sveopće; smjelo je glasovati samo bogatije i obrazovanije pučanstvo, kojih je bilo 12%, a ni po kurijama nije bilo isto. Žene nisu smjele glasovati. Glas odnosno utjecaj svakog birača nije bio jednak, nego su izbori bili organizirani po društvenim slojevima. Sve skupa, favorizirao je gradsko i bogatije biračko tijelo.

Sabor je sazivao i raspuštao car.

Izbori su se sprovodili prema Izbornom redu donesenom 1860. i takav je ostao dok nije prestala postojati Austro-Ugarska. Sprovodio se po izbornim kurijama (razredima), a za Kraljevinu Dalmaciju bile su predviđene: 
- veleporeznička kurija (10 zastupnika)
- kurija gradova (8 zastupnika)
- kurija trgovačko-obrtničkih komora (3 zastupnika)
- kurija vanjskih ili seoskih općina (20 zastupnika).

Sustav je davao prednost bogatom sloju stanovnika, njih oko 10%, koji su bili grupirani u veleporezničku, kuriju gradova te kuriju trgovačko-obrtničkih komora. Uz to, ondje su izbori bili neposredni, a te tri kurije su davale 21 zastupnika.

S druge strane, preostalih 90% stanovnika iz kurije vanjskih ili seoskih općina je moglo birati samo 20 zastupnika i to posredno, odnosno preko biranih birača. Birani birači su se odabirali za svakih 500 stanovnika (ponegdje je prag bio manji). 

U kuriji vanjskih ili seoskih općina su imali pravo birati i biti izabrane muške osobe s 24 i više godina, no dobni prag nije bio ona "previsoka letvica". Najveću prepreku je predstavljao imovinski prag, kojeg je predstavljala najniža porezna stopa (barem 1 fiorin izravnog poreza godišnje). Čak i to je bio preveliki filtar koji je izbacivao iz biračkog stroja veliku većinu stanovništva Kraljevine Dalmacije (seljaka krajnje niskog imovinskog i obrazovnog statusa), najsiromašnije habsburške pokrajine. Tako je i u ovoj podređenoj kuriji bio okljaštren interes većine stanovnika Kraljevine Dalmacije, jer jednostavno nisu mogli birati.

Nakon što bi se izabrali posredni birači, ti posredni birači bi na sastanku u sjedištu svog izbornog kotara glasovanjem izabrali zastupnika za Dalmatinski sabor.

### Rad Sabora
Sabor je sazivao car koji je, među zastupnicima, imenovao i predsjednika. Sazivanje je uglavnom bilo jednom tijekom godine. Mandat je zastupnicima trajao 6 godina. Sabor je smio izglasovati neki pokrajinski zakon, no nije mogao stupiti na snagu ako ga nije prihvatio car (vladarsko pravo sankcije kao apsolutni veto).
Zakonodavstvo je bilo ograničeno. Moglo se zakonski regulirati obrazovanje, zdravstvo, socijalnu skrb, neka gospodarska pitanja poput unaprjeđenja poljodjelstva ili izgradnje javnih građevina, ali samo ako su se financirale pokrajinskim troškom. Mogao je razrezati poreze i prireze pokrajinske snage. Sabor je vodio skrbio o imovini, zakladama i zavodima pokrajine.
Sabor je birao i 4 člana ("prisjednika") i 4 zamjenika članova Zemaljskog odbora (izvršna vlast u autonomnim poslovima), dok je predsjednik odbora bio i predsjednik Sabora.

### Stranke
Stranke koje su djelovale u Dalmatinskom saboru bile su:
- Narodna hrvatska stranka (narodnjaci ili aneksionisti)
- Autonomaška stranka
- Narodno-srednjačka stranka (od 1873.)
- Srpska stranka (od 1879.)
- Stranka prava (od 1894.)
- Čista stranka prava (od 1898.)
- Hrvatska stranka (od 1905.)
- Hrvatska pučka napredna stranka (od 1905.)

## Borba za hrvatski jezik
Odnos snaga u Dalmatinskom saboru očitovao se i u uspjehu borbe za službenu uporabu narodnoga, hrvatskog jezika, kako u Saboru tako i u čitavoj zemlji.
Već na prvoj sjednici, 6. travnja 1861., vodila se rasprava o tome kojim bi jezikom valjalo govoriti u Saboru. Narodnjaci su tada imali manjinu, a većina je bila na strani autonomaša koji su se zalagali za talijanski jezik, što ga je već ranije uvela austrijska uprava kao službeni jezik u Dalmaciji. Ipak, zahvaljujući Mihovilu Pavlinoviću koji je govorio hrvatskim jezikom, odlučeno je da se u Saboru može govoriti i tim jezikom.
Na sjednici Dalmatinskog sabora koja je održana 12. siječnja 1863. Narodna stranka, na čelu s Mihovilom Pavlinovićem, zauzela se za uvođenje hrvatskog jezika kao službenog u Saboru, školstvu, sudstvu i vladinim uredima. Ipak, ta je borba bila dugotrajna, tako da su saborskom odlukom tek od 25. srpnja 1870. zapisnici saborskih sjednica pisani hrvatskim jezikom, a 21. srpnja 1883. prihvaćen je prijedlog prema kojem hrvatski postaje službeni jezik u Dalmatinskom saboru i Zemaljskom odboru.Također je donesena i odluka da se u državnoj upravi strankama obraća hrvatskim jezikom, te da u državnu službu ne može biti primljen nitko tko ne govori hrvatski, no to se poslije često kršilo u praksi. Ove odluke Dalmatinskog sabora o hrvatskom jeziku u potpunosti će biti provedene tek 26. travnja 1909.[naći sadržaj za wikiizvor], kad je hrvatski uredbom ministra Bienertha u potpunosti uveden kao službeni jezik u Dalmaciji (a dokinuta službena uporaba talijanskoga[izvor ne navodi da je dokinuta uporaba talijanskog tog dana]), što se počelo u stvarnosti primjenjivati 1. siječnja 1912. godine.
Austrijske vlasti nisu pokazivale zanimanje za pravedno stanje kojim bi hrvatski bio službeni, odnosno da većinski Hrvati ne moraju biti prisiljeni govoriti i pisati njima stranim talijanskim, jer su tako pomažući sitnu, ali vrlo gospodarski moćnu autonomašku i talijansku zajednicu, držali pod kontrolom većinske Hrvate. Stanje se promijenilo kad se Italija ujedinila, kad se na granicama pojavila supersila koja je ozbiljno mogla ugroziti Austriju i koja je otvoreno pokazivala zanimanje za teritorije Habsburške Monarhije. 
Iako je zakonskim aktima hrvatski uzdignut na razinu koja mu je pripadala, austrijske vlasti su i dalje držale na životu talijanaške snage, da bi držali na uzdi Hrvate koji su s pravom tražili svoja veća prava, odnosno, odgađajući suočavanje sa sve izraženijim pitanjem ujedinjenja hrvatskih zemalja koje je bilo uvjet koje su hrvatski staleži naveli kad su prihvatili Habsburgovce za kraljeve. Tako je primjerice Austrija i dalje držala na životu gimnaziju s talijanskim nastavnim jezikom koja je imala sve manje đaka, jer su tako podupirali autonomaše protiv većinskih Hrvata. Čak i odluke kojima su austrijske vlasti uvele hrvatski, nije bilo radi njihove brige za hrvatski jezik, nego zato što im je to bilo sredstvo kojim bi u Dalmaciju uvele njemački kao službeni jezik.
Za uvođenje hrvatskog u Dalmaciju osobito su značajni nadnevci:
- 29. listopada 1890., kad je na četvrtoj sjednici Dalmatinskog sabora zastupnik Miho Klaić predložio da se u zadarskoj gimnaziji umjesto talijanskog uvede hrvatski kao naukovni jezik[3]
- 6. studenoga 1890., kad je bila 9. sjednica Dalmatinskog sabora, na kojoj se je raspravljalo o Klaićevom prijedlogu od 29. listopada 1890. godine; usvojen je s 33 glasa za, 1 protiv, 4 nisu glasovali.[3]
- 22. rujna 1896. bečka je vlada tek tad obznanila (u svezi s usvojenom saborskom odlukom od 6. studenoga 1890.) da se može u Zadru otvoriti nova gimnazija s hrvatskim nastavnim jezikom za školsku godinu 1897./1898.[3]
- 3. listopada 1897. - počela je nastava u novoosnovanoj hrvatskoj gimnaziji u Zadru, glavnom gradu carske pokrajine[3]
- 20. listopada 1897. bečka je vlada odlučila u ratnu mornaricu uvesti hrvatski kao službeni jezik umjesto talijanskog (sama se odluka nije u potpunosti ostvarila).[3]

Raspadom Austro-Ugarske Monarhije (1918.) prestao je s radom i Dalmatinski sabor.